# 1148. grenadirski polk (Wehrmacht)
1148. grenadirski polk (izvirno nemško 1148. Grenadier-Regiment; kratica 1148. GR) je bil pehotni polk Heera v času druge svetovne vojne.

## Zgodovina
Polk je bil ustanovljen 11. avgusta 1944 kot sestavni del 563. grenadirske divizije.